# Sīrīz
Sīrīz är en ort i Iran.   Den ligger i provinsen Kerman, i den centrala delen av landet, 700 km sydost om huvudstaden Teheran. Sīrīz ligger 1 400 meter över havet och antalet invånare är 655.
Terrängen runt Sīrīz är varierad.Runt Sīrīz är det glesbefolkat, med 15 invånare per kvadratkilometer. Sīrīz är det största samhället i trakten. Trakten runt Sīrīz är ofruktbar med lite eller ingen växtlighet.